# Deák Ferenc (színművész)
Deák Ferenc (Budapest, 1897. szeptember 12. – Újvidék, 1981. december 20.) magyar színész, rendező, színigazgató.

## Élete
Gimnáziumi tanulmányait követően 1915-ben katonának állt. 1919-től Színiakadémián végezte tanulmányait. Ezután Tompa Kálmánhoz került, az ő társulatában lépett fel először. Ezután Alapi Nándor, Somogyi Kálmán, majd Faragó Sándor társulatában játszott. 1927-ben vendégként szerepelt a Vígszínházban. 1928. április 16–tól 1930-ig színigazgató volt Kecskeméten, majd Székesfehérvárott, Pápán és Szombathelyen, 1942 és 1944 között Pécsett, 1957-ben Debrecenben működött. 1951-ben került az Állami Déryné Színházhoz, amelynek 1958-ig volt a tagja. Jellemszerepek megformálójaként ismerhette a közönség.

## Fontosabb szerepei
- Fuvaros Szél János (Urbán Ernő: Tűzkeresztség)
- Brazovics Athanáz (Jókai Mór–Révész P.: Az aranyember)
- Mordizom (Szirmai Albert: A mézeskalács)
- Ciglioli (Dario Niccodemi: Tacskó)